# Bromma kyrkskola

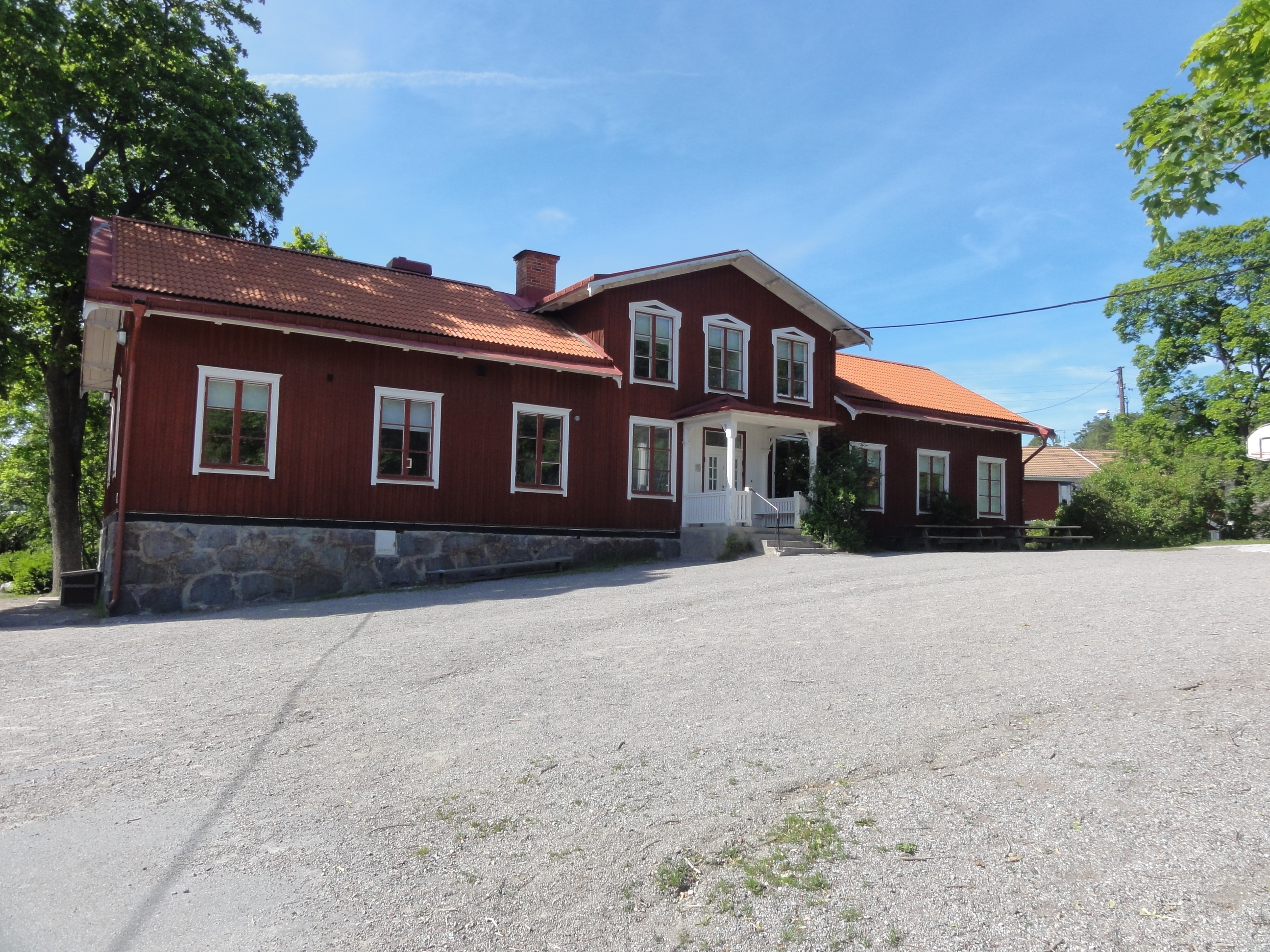
Bromma kyrkskola byggdes 1864 och används fortfarande som skola för årskurs 1 och 2 för Norra Ängby skola.

Bromma Kyrkskola byggdes 1864 och är Stockholms minsta och äldsta skola. Skolan är belägen i stadsdelen Bromma Kyrka strax bredvid Bromma kyrka. I skolans närhet finns också Prästgården, Tiondeladan, Klockargården, Klockstapeln och Sockenstugan.
När folkskolestadgan från 1842 antogs blev det lilla rum i Gamla Klockargården som hittills använts till skolsal alltmer otillräckligt. Vid sockenstämman 1862 togs ett beslut om att bygga en ny skola. Den blev färdig 1864.
Byggnaden omfattade två lärosalar, två kapprum och två bostäder. Där undervisade vid 1890-talets mitt en folkskollärare, som även var klockare, organist och vaccinatör samt en småskollärarinna. Redan 1885-1886 var den för trång och man utökade skolan åt söder med ytterligare en skolsal och dessutom två lägenheter för skolans lärare. 
Ända fram till 1906 var förhållandena ganska likartade från äldre tider i kyrkskoleområdet. Då kom samhället Bromma Villastad till och då exploaterades Enebymarken till bostadstomter. Barnantalet i skolåldern ökade och man ansåg det önskvärt att dela antalet folkskolebarn i två avdelningar. En extra ordinarie folkskollärarinna anställdes. Efter tillkomsten av Bromma Trädgårdar blev det ändå större fart på bebyggelse och folkökning. På 1920-talet blev skolan återigen för trång och 1930 kunde man ta den nya skolan i Norra Ängby i bruk. Först när tidsenliga lokaler kom till stånd 1930 i skolbyggnaden i Norra Ängby vid Vultejusvägen löstes problemet med de otillräckliga lokalerna. Fram till 1934 användes skolan för sitt ändamål. Därefter och fram till 1964 var lokalerna uthyrda till Bromma ungdomsråd. Sedan  skoldirektionen rustat upp skolan togs den åter i bruk 1964.
Kyrkskolan används fortfarande för undervisning av två klassavdelningar, årskurs 1 och 2. Organisatoriskt tillhör skolan sedan 2019 Nya Elementars skola, dessförinnan Norra Ängby skola, och Bromma stadsdelsområde. Skolan renoverades pietetsfullt i början av 1990-talet, bland annat finns de gamla kaminerna, som värmde upp skolan, kvar. Skolan har många gamla väl bevarade traditioner. Exempelvis kan nämnas skolans luciafirande som äger rum i Bromma kyrka och skolavslutningen i juni. Dessa är mycket välbesökta.
På nationaldagen den 6 juni 2000 mottog Bromma kyrkskola en fana av kung Carl XVI Gustaf vid nationaldagsfirandet på Skansen. I närheten av Bromma kyrkskola finns Bromma kyrka från 1100-talet, Kyrkbyn med olika byggnader, klockstapeln på Kråsberget, fornminnen och Kyrksjölötens naturreservat.

## Bilder

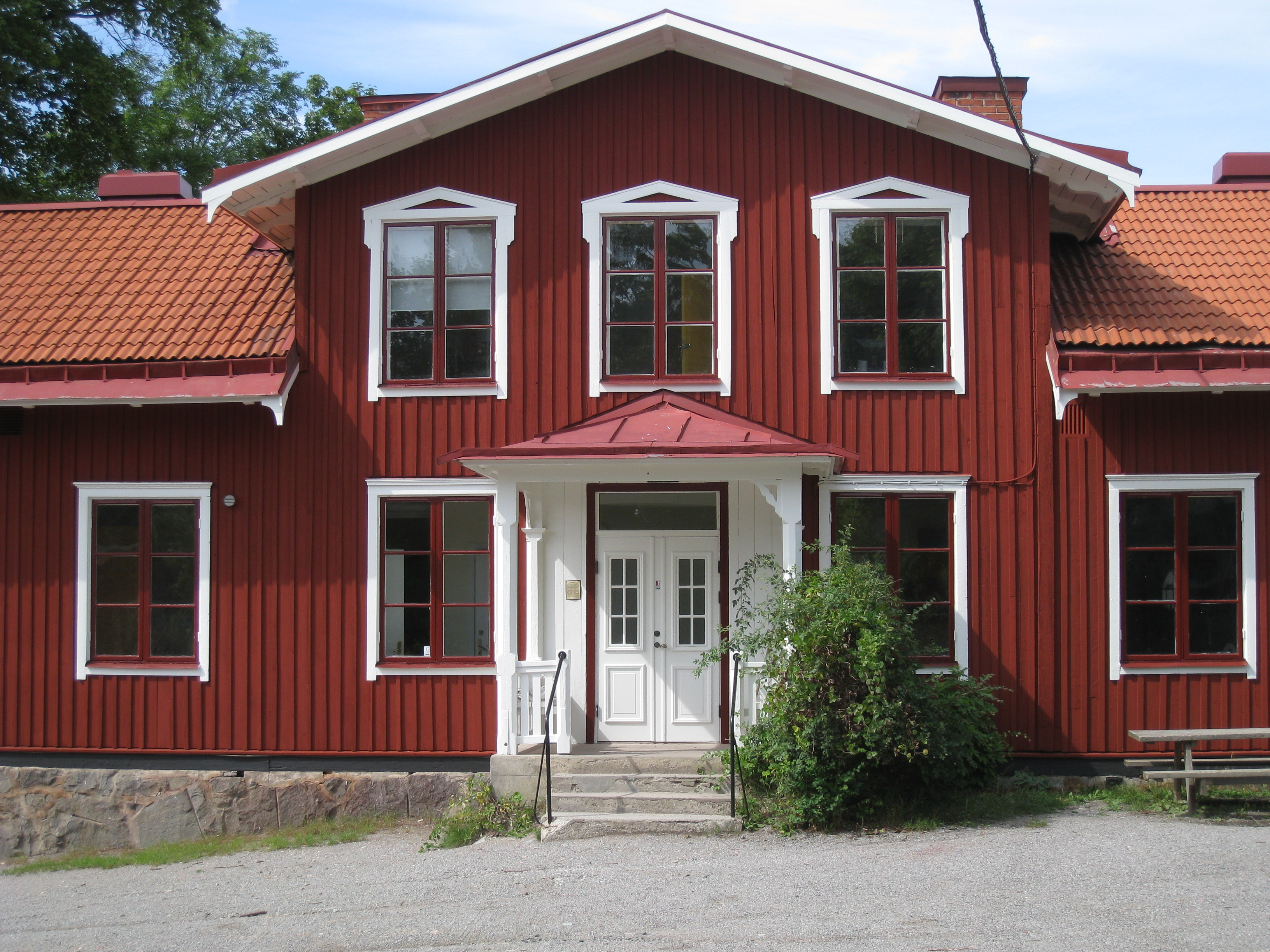
Bromma kyrkskola, framsidan.
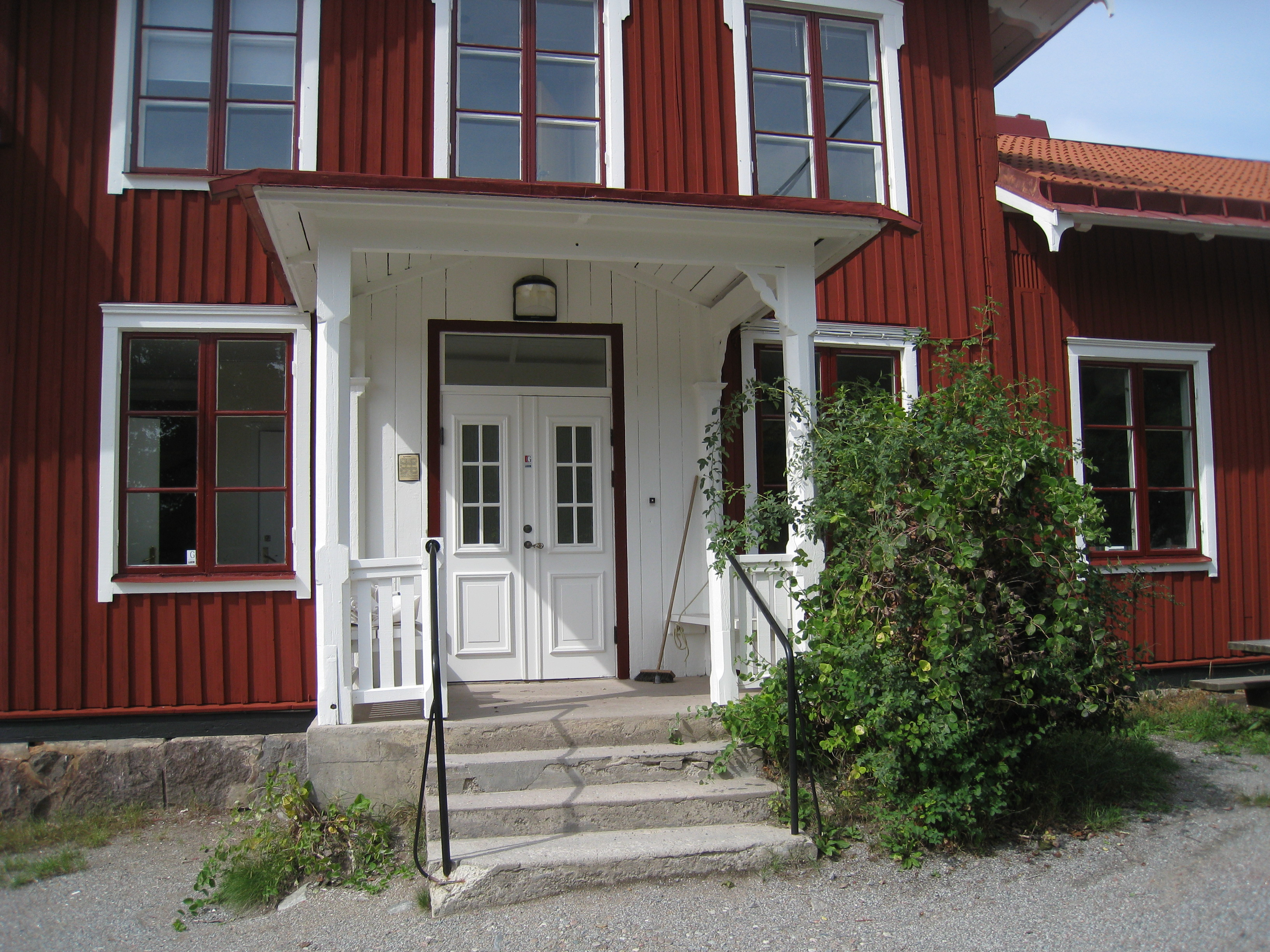
Bromma kyrkskola, entrén.
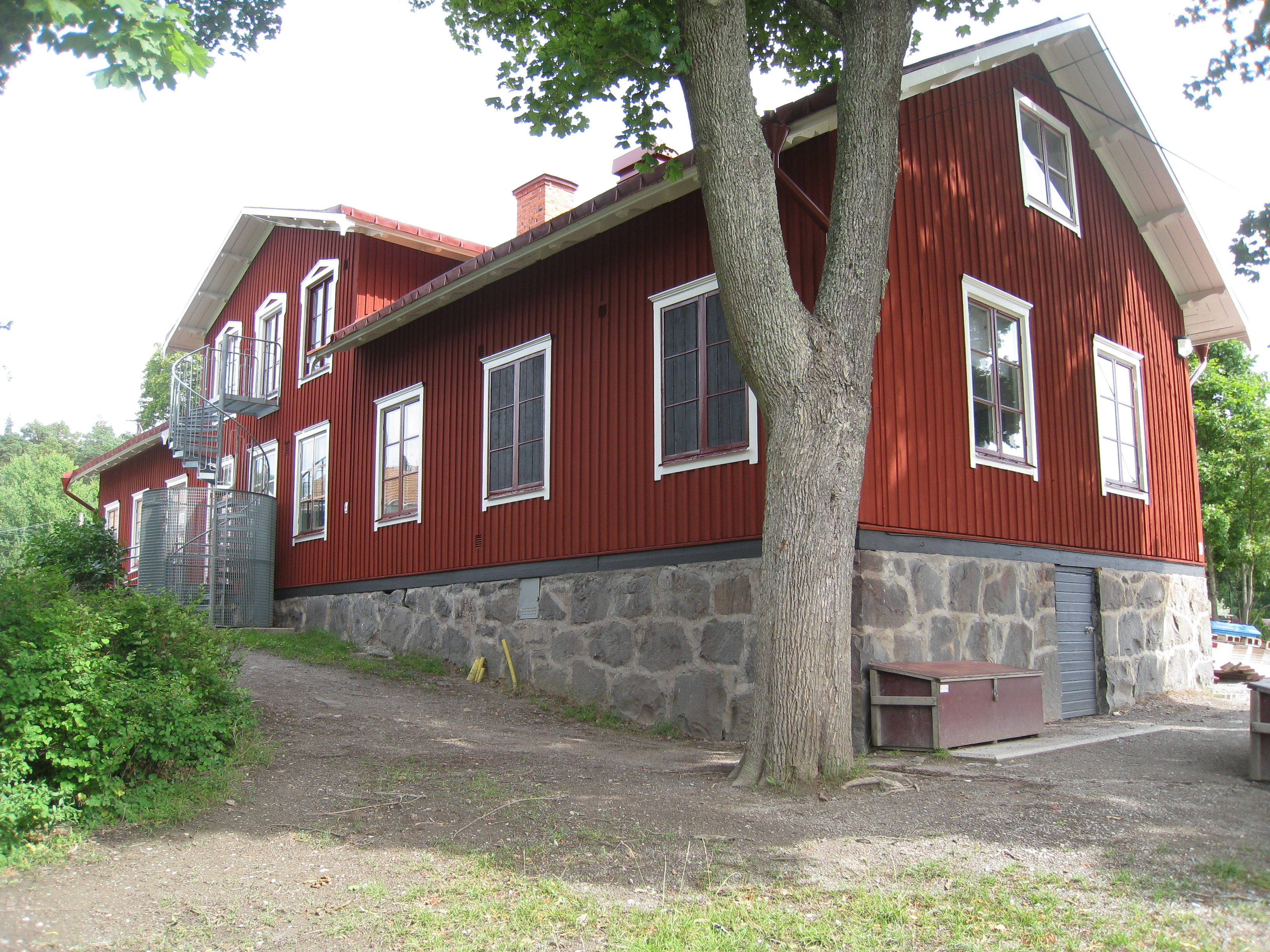
Bromma kyrkskola, baksidan.